# Акши (Енбекшиказахский район)
Акши (каз. Ақши) — село в Енбекшиказахском районе Алматинской области Казахстана. Административный центр Акшийского сельского округа. Код КАТО — 194035100.

## География
Расположено в 35 км к северо-востоку от города Есик, на автомобильной трассе Алма-Ата—Нарынкол.

## Население
В 1999 году население села составляло 2635 человек (1321 мужчина и 1314 женщин). По данным переписи 2009 года в селе проживали 4923 человека (2417 мужчин и 2506 женщин).

## История
Бывший колхоз имени Когановича .В 1970-х годах председатель Иван Худенко ввёл хозрасчёт и повысил доходы в 6 раз .